# Castel de Cabra
Castel de Cabra ist eine spanische Gemeinde in der Provinz Teruel, die zur Autonomen Region Aragonien gehört. Sie ist Teil der Comarca (Kreis) Cuencas Mineras. 2024 hatte die Gemeinde 84 Einwohner. 

## Lage
Castel de Cabra liegt circa 55 Kilometer nordnordöstlich der Provinzhauptstadt Teruel in einer Höhe von ca. 1090 m.

## Bevölkerungsentwicklung
| Jahr      | 1970 | 1981 | 1991 | 2001 | 2011 | 2021 |
| Einwohner | 393  | 286  | 229  | 158  | 140  | 95   |

## Sehenswürdigkeiten
- Kirche Mariä Himmelfahrt (Iglesia de Nuestra Señora de la Asunción)

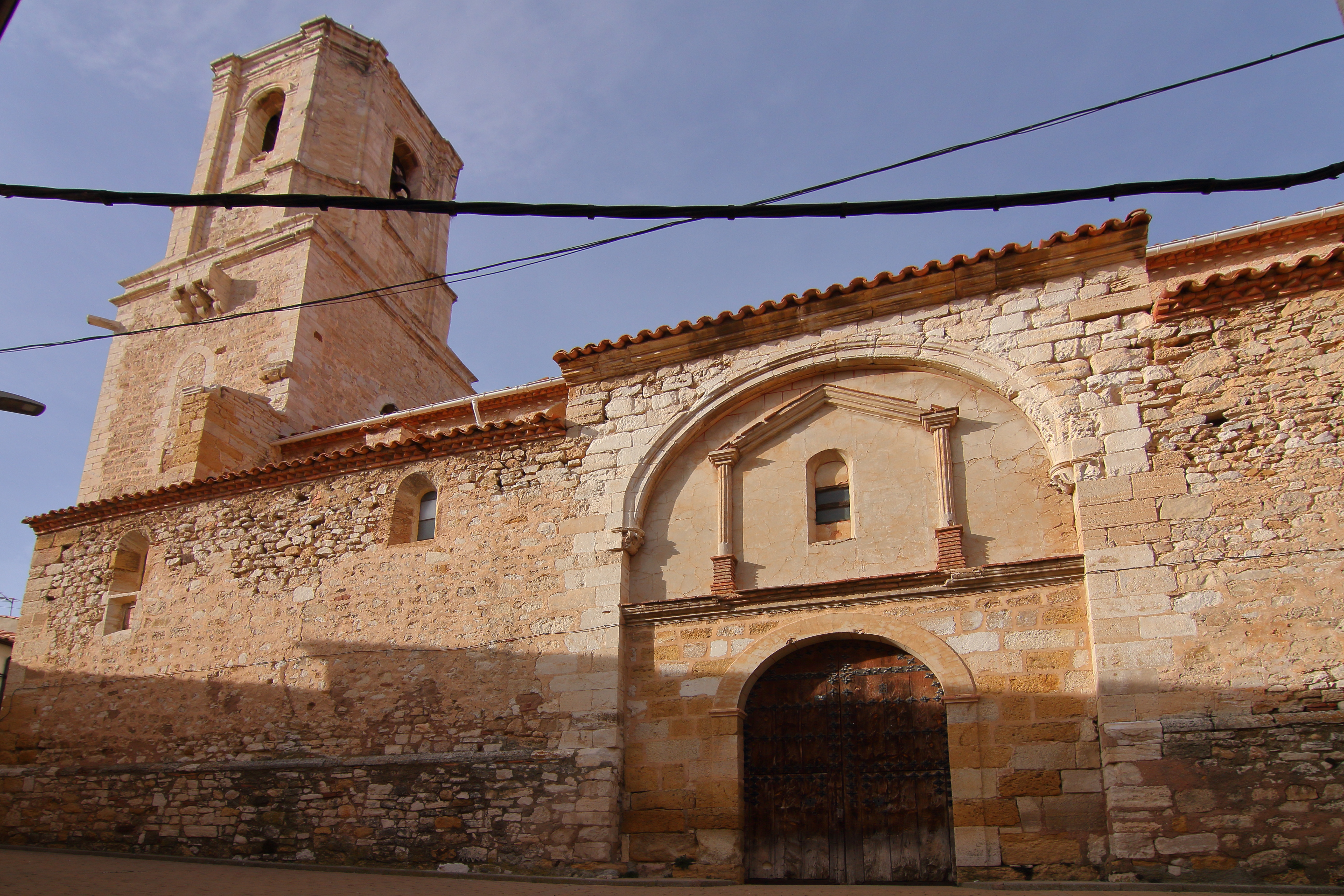
Kirche Mariä Himmelfahrt
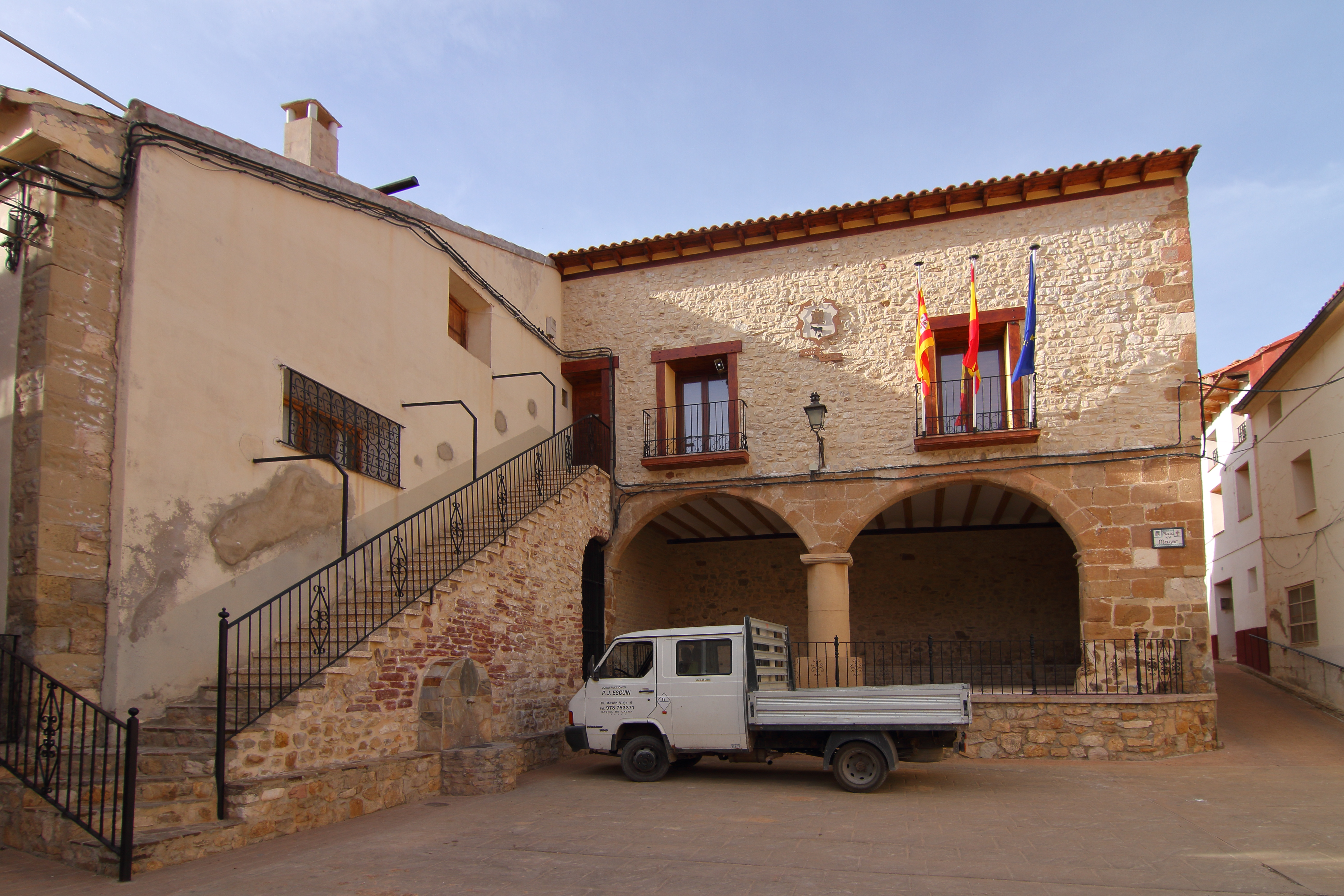
Rathaus